# إدوارد إتش هارت
إدوارد إتش هارت (بالإنجليزية: Edward H. Harte)‏ هو عالم بيئة وصحفي أمريكي، ولد في 5 ديسمبر 1922، وتوفي في 18 مايو 2011.